# Katja Dedekind
Katja Dedekind (nascida em 17 de agosto de 2001) é uma nadadora paralímpica e jogadora australiana de golbol com deficiência visual. Conquistou uma medalha de bronze na natação nas Paralimpíadas da Rio 2016, representando Austrália.

## Biografia
Dedekind nasceu em 17 de agosto de 2001, em Durban, na África do Sul. Reside em Kenmore, Queenslândia desde 2016 e estuda no Colégio Estadual de Kenmore.

## Carreira esportiva
Katja compete na natação e no golbol. Na natação, a atleta é classificada como S13. Começou a praticar natação desde cedo com seu irmão gêmeo.
Em 2015, obteve três medalhas de ouro e cinco de prata no SSA Pacific School Games.
Durante o Campeonato Australiano de Natação, em 2016, ficou com a medalha de bronze ao terminar na terceira colocação dos 200 metros livre e terminou em quinto nos 50 metros costas e nos 50 metros borboleta. Katja integra o UQ Swim Club e é treinada por David Heyden.
Assumiu o golbol em 2012 e, no mesmo ano, recebeu o título de 'melhor jogadora defensiva'. Foi integrante da equipe campeã da Australian Invitational Cup de 2013, em Sydney.

### Jogos Paralímpicos
Em 2016, Katja foi selecionada para representar Austrália nos Jogos Paralímpicos de Verão de 2016, no Rio de Janeiro, Brasil. Competiu em quatro provas e alcançou um lugar no pódio. Conquistou a medalha de bronze nos 100 metros costas, categoria S13. Alcançou o sétimo lugar nos 400 metros livre da categoria S13, mas não conseguiu chegar às finais dos 50 e dos 100 metros livres, ambos da categoria S13.

## Reconhecimento
- *2016 – Melhor Atleta Júnior Feminino – Sporting Wheelies & Disabled Association.[9]